# Эмар (граф Ангулема)
Эймар (Адемар) Тайлефер (Aymar (Adémar) Taillefer) (ок. 1160 — 16 июня 1202) — граф Ангулема с 1186. Последний мужской представитель династии Тайлефер. Правильнее его имя называть Адемар (в первоисточниках - Ademarus comes), но чаще пишут Эмар (вероятно - чтобы не путать его с братом по матери - Адемаром Лиможским).
Сын Гильома VI Тайлефера и его жены Маргариты де Тюренн.
После смерти брата, Гильома VII (не позднее 1186), предъявил права на Ангулем, захваченный английским королём Ричардом, который в качестве герцога Аквитании объявил себя опекуном Матильды — дочери графа Вульгрина III.
В 1188 году Эмар Тайлефер, Жоффруа Лузиньян и Жоффруа де Ранкон выступили против Ричарда, но потерпели поражение. В наказание они были вынуждены принять участие в крестовом походе.
В 1192 году Ричард Львиное Сердце попал в плен, и Эмар смог утвердиться в Ангулеме. В 1194 году английский король признал его в качестве графа при условии принесения вассальной присяги.
После смерти Ричарда Эмар принёс оммаж французскому королю Филиппу Августу.
В 1186 году Эймар женился на Алисе де Куртене (1160/65 — 1218), которая перед этим развелась с Гильомом, графом де Жуаньи. Алиса была дочерью Пьера I де Куртене, седьмого сына короля Людовика Толстого.
Единственный ребёнок — Изабелла Ангулемская, жена английского короля Иоанна Безземельного и Гуго X Лузиньяна.